# Acianthera nemorosa
Acianthera nemorosa es una especie de orquídea epifita originaria de Brasil. 

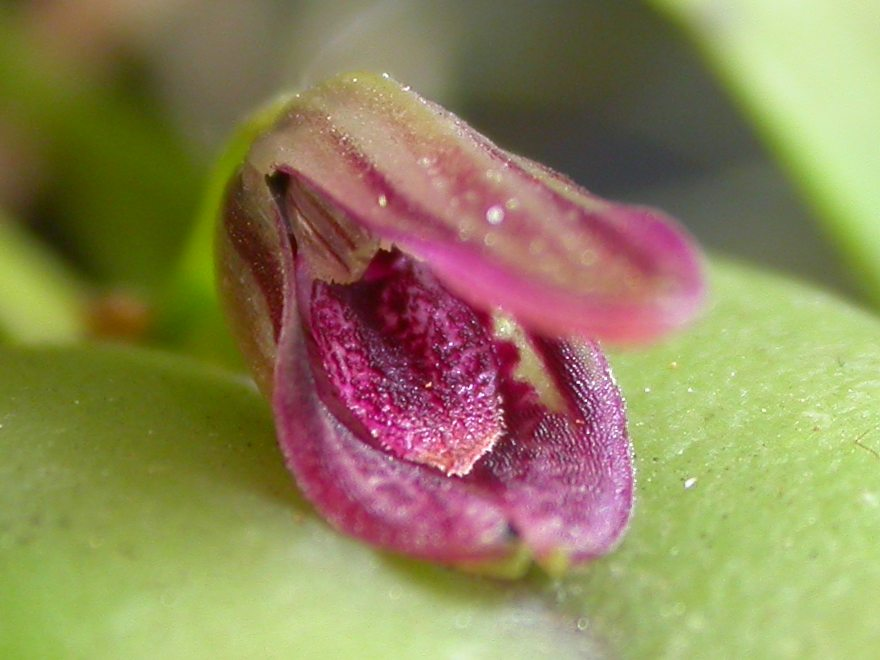
Detalle de la flor

## Descripción
Se encuentra en el este de Brasil en las elevaciones de alrededor de 1.000 metros como una orquídea de tamaño pequeño, que prefiere el clima caliente al frío y tiene un creciente hábito de epífita.

## Taxonomía
Acianthera nemorosa fue descrita por (Barb.Rodr.) F.Barros y publicado en Hoehnea 30(3): 186. 2003.
Etimología
Acianthera: nombre genérico que es una referencia a la posición de las anteras de algunas de sus especies.
nemorosa: epíteto latino que significa "de los bosques".
Sinonimia
- Acianthera farinosa (Pabst) Luer
- Acianthera nemorosa (Barb. Rodr.) Luer
- Pleurothallis farinosa Pabst
- Pleurothallis nemorosa Barb.Rodr.[4][5]